# Tibouchina connata
Tibouchina connata är en tvåhjärtbladig växtart som beskrevs av Henry Allan Gleason och Todzia. Tibouchina connata ingår i släktet Tibouchina och familjen Melastomataceae. Inga underarter finns listade i Catalogue of Life.